# 홍 푸링
홍 푸링 (한국명: 황푸링)은 베리베리 뮤우뮤우의 등장인물이다. 애니메이션에서 목소리를 연기한 성우는 일본판은 모치즈키 히사요과 토다 리안이고 한국판은 김서영과 박시윤이다.

## 개요
베리베리 뮤우뮤우의 등장인물. 원판 이름은 홍 푸링, 국내명은 황푸링, 영문판은 키키 벤자민(Kikki Benjamin).
이미지 컬러는 노란색. 특기는 거리에서의 묘기, 중국 권법. 좋아하는 음식은 청진 꿀밤[8], 푸딩, 슈크림. 지금 가지고 싶은 것은 원숭이와 살 수 있는 집. 이름의 유래는 푸딩.

## 특징
기운찬 원숭이 같은 여자아이. 멤버 중 최연소 막내이고 구판에는 초등학생의 나이대이며 신판에서는 만 14세가 되지 않은 갓 중학생으로 추정되며[9] 다른 멤버를 꼭 '언니', '오빠'(이치고 언니, 시로가네 오빠 등)라 부른다. 특기는 그림 그리기. 참고로 푸링의 이름에는 5명 중 유일하게 식물 이름이 들어가지 않는다.
일본판은 '~인 것이다(～なのだ)' 식의 말투 사용.[10] 거기다 작중 뮤뮤팀에서는 제일 어린 막내지만 어머니가 돌아가시고 아버지도 안 계시는지라 다섯 명의 동생을 돌보는 소녀가장인 듯하다. 무기는 마법의 방울. 또한 평소에 스스로 혼자서 어린 동생들을 돌보고 가사일을 해오다보니 다른 멤버들은 푸링 대신에 동생들을 돌보았을 때 기진맥진한 모습을 보였던 반면에 동생들 육아에 이어서 요리나 빨래 등 가사일까지 매우 능숙하게 해내는 모습을 보인다. 게다가 아버지가 무도가인 탓에 몸놀림도 날센 편이라 어느 정도 무술 실력도 갖추고 있는 편.